# Landelles-et-Coupigny
Landelles-et-Coupigny è un comune francese di 835 abitanti situato nel dipartimento del Calvados nella regione della Normandia.

## Società

### Evoluzione demografica
Abitanti censiti